# 2020年3月

## 3月1日
- 澳大利亚出现首例新冠肺炎病亡患者，该患者是钻石公主号邮轮的撤离乘客。[1]
- 土耳其内政部长称，截至上午9时55分，已有76358名难民从埃迪尔内省离开土耳其，前往欧洲。[2]
- 2020年塔吉克斯坦議會選舉（英语：2020 Tajik parliamentary election）進行投票。[3]
- 马来西亚土著团结党主席慕尤丁宣誓就任马来西亚首相。[4]
- 卢森堡宣布全国公共交通免费，包括公交车、有轨电车和火车（普通席位）。[5]

## 3月2日
- 英国和欧盟开始脱欧后贸易谈判。[6]
- 2020年以色列議會選舉進行投票。[7]
- 朝鲜在元山附近朝日本海发射两枚飞行体[8]。

## 3月3日
- 凌晨，美國田納西州納什維爾出現龍捲風，造成至少24人死亡[9]。
- 美國民主黨和共和黨在「超級星期二」分別在多個州舉行總統選舉初選。[10]
- 爱尔兰女性建筑师伊冯娜·法雷尔、谢莉·麦克纳马拉获得2020年普利兹克建筑奖。[11]

## 3月6日
- 阿富汗首都喀布尔发生大规模枪击事件（英语：2020_Kabul_shooting），造成32人死亡。伊斯兰国组织宣布负责。[12]

## 3月7日
- 叙利亚M5高速公路发生一起多车相撞的严重交通事故，造成22人丧生，70人受伤。[13]
- 石油输出国组织與俄罗斯就加大石油減產的談判破裂後，沙特阿拉伯開始原油減價戰。[14]
- 黎巴嫩政府由於外匯不足，宣佈將不會償付一筆於3月9日到期的12億美元國際債券，構成債務違約。[15]
- 北京时间19点15分许，福建省泉州市鲤城区欣佳快捷酒店发生坍塌事故，造成71人被困。[16]

## 3月8日
- 意大利政府因疫情发布紧急封城法令，封锁伦巴第大区等多个省。[17]
- 葡萄牙总统因接触新冠肺炎患者进行自我隔离。[18]

## 3月9日
- 朝鮮發射3枚不明飛行物[19]。

## 3月10日
- 统一俄罗斯党议员瓦莲京娜·捷列什科娃提议修改宪法，将弗拉基米尔·普京的总统任数清零，以便让他参加下一届俄罗斯总统竞选。普京在国家杜马讲话时表示，只要宪法法院支持，移除任期限制是可以的；他以美国总统富兰克林·德拉诺·罗斯福连任四届为例，称任期限制有时候纯属多余。[20]

## 3月11日
- 世界卫生组织宣布2019冠狀病毒病疫情已是全球大流行。[21]

## 3月12日
- 因應疫情美國總統唐納·川普宣布自13日起歐洲申根區人士，30日內禁止入境美國。[22][23][24]
- 泉州欣佳酒店坍塌事故现场搜救工作基本结束，事故已造成29人死亡。[25]

## 3月13日
- 卡特琳娜·萨凯拉罗普卢就任希臘總統。[26]

## 3月17日
- 受2019冠状病毒病歐洲疫情影響，歐洲足球協會聯盟宣佈把2020年歐洲足球錦標賽押後至2021年夏天舉行。[27]

## 3月18日
- 受2019冠状病毒病歐洲疫情影響，歐洲廣播聯盟宣佈取消2020年歐洲歌唱大賽。[28]
- 希勒尔·菲尔斯滕贝格与格列戈里·馬爾古利斯获2020年阿贝尔奖。[29]
- 艾德文·卡特姆与帕特里克·汉拉恩获得2019年图灵奖。[30]
- 巴西总统雅伊爾·博索納羅之子、众议院议员爱德华多·博索纳罗在推特上指责中国共产党专制集权造成2019冠状病毒病疫情波及全球，将疫情与中共比作切尔诺贝利事故和苏联。[31]中华人民共和国驻巴西大使杨万明认为推文是“对中国和中国人民的恶毒攻击”，表示谴责，要求爱德华多撤回推文并向中国人民道歉。[32]巴西参议院议长（英语：President of the Federal Senate (Brazil)）达维·阿尔科伦布雷（英语：Davi Alcolumbre）、众议院议长（英语：President of the Chamber of Deputies (Brazil)）罗德里戈·马亚（英语：Rodrigo Maia）随后正式就爱德华多的言论道歉。[33]

## 3月19日
- 摩納哥親王阿爾貝二世確診感染2019冠狀病毒病，是全球首位受感染的國家元首[34]。

## 3月21日
- 伊戈爾·馬托維奇就任斯洛伐克總理。[35]

## 3月22日
- 2020年几内亚宪法公投（英语：2020 Guinean constitutional referendum）举行投票。[36]

## 3月23日
- 中华人民共和国国务院总理兼中央应对疫情小组组长李克强宣布，以武汉市为主战场的中国本土疫情传播已基本阻断，抗疫获得初步成功。[37][38]

## 3月24日
- 受2019冠状病毒病疫情影响，国际奥委会与日本方面达成共识，本届奥运会延期至2021年举办。[39]

## 3月25日
- 英國威爾斯親王查理斯確診感染2019冠狀病毒病[40]。

## 3月26日
- 美國司法部以「參與毒品恐怖主義陰謀」等罪名起訴委內瑞拉總統尼古拉斯·馬杜羅。[41][42]

## 3月27日
- 北馬其頓正式成為北大西洋公约组织第30個成員國。[43]
- 英国首相鲍里斯·约翰逊確診感染2019冠狀病毒病。约翰逊同时在推特上称过去24小时内出现了轻微症状，包括发烧和咳嗽。[44]
- 英國衛生大臣夏國賢確診感染2019冠狀病毒病[45]。
- 纽约地铁发生纵火案，造成1人死亡，16人受伤（含4人重伤）。[46]

## 3月29日
- 2020年馬里議會選舉（英语：2020 Malian parliamentary election）進行首輪投票。[47]

- 日本喜劇藝人志村健於29日晚間因新型冠狀病毒染病辭世，成為日本國內首名因該疫病死亡的公眾人物。[48][49]

- 一架菲律賓政府醫療專機於馬尼拉尼諾伊·艾奎諾國際機場墜毀，該班機原定前往日本羽田機場，機上八人罹難。[50][51]

## 3月30日
- 北京时间11点40分许，T179次列车（济南—广州）在行驶至京广线湖南省郴州市永兴县境内时发生脱轨侧翻事故，造成1人死亡、4人重伤、123人轻伤。[52]

- 北京时间下午3时许，四川省凉山州西昌市发生森林火灾，造成18名扑火队员和1名向导遇难，3名扑火队员受伤。[53]

- 駐港解放軍一架直升機在香港大欖郊野公園進行飛行訓練任務時失事。[54]

- 布蘭特原油價格跌至自2002年以來新低，每桶收22.58美元。[55]

- 2020年夏季奧林匹克運動會將延期至2021年7月23日開始。[56]

- 梵高画作《纽恩南春天里的牧师花园》在荷兰博物馆被盗。[57]

## 3月31日
- 微软宣布Office 365正式更名为Microsoft 365。[58]
- 7022名支援湖北抗击新冠肺炎的医护人员离开湖北，返回各省市[59]。